# 前田雅弘
前田 雅弘（まえだ まさひろ、1960年 - ）は、日本の法学者。専門は商法。研究テーマは日本における株式会社の適正な管理運営のあり方。特にアメリカ法における制度を素材として研究する。京都大学教授。恩師は、森本滋・龍田節。

## 略歴
- 1983年 - 京都大学法学部卒業
- 1985年 - 京都大学大学院法学研究科修士課程修了
- 1988年 - 同博士後期課程単位取得退学、京都大学法学部助教授
- 1998年 - 京都大学大学院法学研究科教授

## 著作

### 共著
- （吉原和志・黒沼悦郎・片木晴彦）『会社法1・2』（有斐閣，第4版補訂版2004年、第5版2005年）
- （森本滋（編）・小林量・北村雅史・洲崎博史・川濵昇・早川徹・片木晴彦・山田純子）『商法総則講義』（成文堂，第3版2007年）
- （洲崎博史・北村雅史）『会社法事例演習教材』（有斐閣，初版2007年、第2版2012年）

### 共編著
- （北村雅史）『新会社法全条文』（三省堂，2005年）
- （酒巻俊雄・龍田節編集代表）『逐条解説会社法第1巻 総則・設立』（中央経済社，2008年）
- （酒巻俊雄・龍田節編集代表）『逐条解説会社法第2巻 株式・1』（中央経済社，2008年）
- （酒巻俊雄・龍田節編集代表）『逐条解説会社法第4巻 機関・1』（中央経済社，2008年）
- （酒巻俊雄・龍田節編集代表）『逐条解説会社法第3巻 株式・2 新株予約権』（中央経済社，2009年）
- （酒巻俊雄・龍田節編集代表）『逐条解説会社法第5巻 機関・2』（中央経済社，2011年）

## 論文
- 「株式単位その他の株式・持分関係」（『ジュリスト』1267号52頁，有斐閣，2004年）
- 「会社法の大改正と証券規制への影響」（証券取引法研究会編『近年の証券規制を巡る諸問題』98頁，日本証券経済研究所，2004年）
- 「株式等決済合理化法の法的論点」（『ジュリスト』1280号12頁，有斐閣，2004年）
- 「新株予約権」（『ジュリスト』1295号46頁，有斐閣，2005年）
- 「非公開会社」（『法学教室』304号11頁，有斐閣，2006年）
- 「意思決定権限の分配と定款自治」（（淺木愼一・小林量・中東正文・今井克典編）『検証会社法―浜田道代先生還暦記念』79頁，信山社，2007年）
- 「金融商品取引所―自主規制業務を中心に」（『ジュリスト』1368号42頁，有斐閣，2008年）
- 「取引所の自主規制業務―自主規制法人と自主規制委員会」（『法学論叢』164巻1〜6号245頁，京都大学法学会，2008年）
- 「発行可能株式総数の定めと株主保護―四倍規制の再検討」（川濱昇・前田雅弘・洲崎博史・北村雅史編『森本滋先生還暦記念―企業法の課題と展望』25頁，商事法務，2009年）
- 「金融商品取引所に係る改正―自主規制業務を中心に―」（金融商品取引法研究会編『金融商品取引法制の現代的課題』318頁，日本証券経済研究所，2010年）
- 「インサイダー取引規制のあり方」（『商事法務』1907号25頁，商事法務，2010年）
- 「親会社株主の保護」（『ジュリスト』1439号38頁，有斐閣，2012年）

## その他
- 「判例解説・荷受人以外の者への運送品の引渡し（最判昭和35年3月17日）」（『総則・商行為判例百選〔第5版〕』190頁）
- 「株主総会当日および総会後の実務に関する諸問題」（『会報』（大阪株式懇談会）686号49頁）
- 「役員報酬に係る諸問題について」（『会報』（大阪株式懇談会）687号39頁）
- 「株主総会の事例研究」（『会報』（大阪株式懇談会）688号42頁）
- 「株券電子化一斉移行に伴う法的諸問題」（『会報』（大阪株式懇談会）690号42頁）
- 「少数株主権に関する諸問題」（『会報』（大阪株式懇談会）691号70頁）
- 「株主総会に関する諸問題I」（『会報』（大阪株式懇談会）693号116頁）
- 「（編修）会社法431条〜574条・743条〜979条」（判例六法編修委員会編『模範六法（平成21年版）』（三省堂））
- 「株券電子化と株式・株主総会に係る法的諸問題」（『株式実務』90号1頁）
- 「種類株式の権利内容の変更手続」（浜田道代・岩原紳作編『会社法の争点』（有斐閣）36頁）
- 「占領政策と会社法」（『法学教室』349号12頁）
- 「第三者割当てと4倍規制」（『金融・商事判例』1325号1頁）
- 「所在不明株主の株式売却制度の活用」（『金融・商事判例』1333号1頁）
- 「株主総会当日および総会後の実務に関する諸問題」（『会報』（大阪株式懇談会）695号3頁）
- 「株式（振替株式、金庫株等を含む）に関する法的諸問題」（『会報』（大阪株式懇談会）696号38頁）
- 「株主総会の事例研究」（『会報』（大阪株式懇談会）697号57頁）
- 「所在不明株主の株式売却に関する法的諸問題」（『会報』（大阪株式懇談会）699号34頁）
- 「取締役の職務と責任に関する法的諸問題」（『会報』（大阪株式懇談会）700号58頁）
- 「株主総会に関する法的諸問題I」（『会報』（大阪株式懇談会）702号89頁）
- 「（編修）会社法431条〜574条・743条〜979条」（判例六法編修委員会編『模範六法（平成22年版）』（三省堂））
- 「（研究報告）株主提案権制度の課題」（『大証金商法研究会』2号47頁）
- 「議決権行使結果の開示に向けた対応」（『金融・商事判例』1342号1頁）
- 「独立役員の確保と会社法」（『月刊監査役』570号1頁）
- 「判例解説・正規の乗車用構造装置のある場所に搭乗中の者（最判平成7年5月30日）」（『保険判例百選』78頁）
- 「株主総会当日および総会後の実務に関する法的諸問題」（『会報』（大阪株式懇談会）704号72頁）
- 「株主総会の事例研究」（『会報』（大阪株式懇談会）706号53頁）
- 「インサイダー取引規制に関する法的諸問題」（『会報』（大阪株式懇談会）708号32頁）
- 「コーポレート・ガバナンスに関する法的諸問題」（『会報』（大阪株式懇談会）709号68頁）
- 「（編修）会社法431条〜574条・743条〜979条」（判例六法編修委員会編『模範六法（平成23年版）』（三省堂））
- 「会社法改正の動向」（『株式実務』96号1頁）
- 「判例解説・従業員持株制度と退職従業員の株式譲渡義務（最判平成7年4月25日）」（『会社法判例百選〔第2版〕』46頁）
- 「（研究報告）ライツ･オファリングの円滑な利用に向けた制度整備と課題」（『金融商品取引法研究会研究記録』34号1頁）
- 「株主総会当日および総会後の実務に関する法的諸問題－震災対応を含む」（『会報』（大阪株式懇談会）713号41頁）
- 「株主総会の事例研究I」（『会報』（大阪株式懇談会）715号38頁）
- 「法定書類の備置きに関する法的諸問題」（『会報』（大阪株式懇談会）717号41頁）
- 「役員報酬に関する法的諸問題」（『会報』（大阪株式懇談会）718号54頁）
- 「株主総会に関する法的諸問題I」（『会報』（大阪株式懇談会）720号75頁）
- 「（編修）会社法431条〜574条・743条〜979条」（判例六法編修委員会編『模範六法（平成24年版）』（三省堂））
- 「（研究報告）会社法制の見直しに関する中間試案について-企業統治関係」（『大証金商法研究会』9号53頁）
- 「判例解説・17条の「有価証券を取得させた者」の意義（最判平成20年2月15日）」（『金融商品取引法判例百選』10頁）
- 「（座談会）「会社法制の見直しに関する要綱」の考え方と今後の実務対応」（『商事法務』1978号6頁）
- 「（逐条解説）会社法121条〜128条」（山下友信編『会社法コンメンタール第3巻（株式 (1)）』265頁）
- 「株主総会当日および総会後の実務に関する法的諸問題」（『会報』（大阪株式懇談会）722号54頁）
- 「株主総会の事例研究I」（『会報』（大阪株式懇談会）724号39頁）
- 「新株予約権（ストック・オプションを含む）に関する法的諸問題」（『会報』（大阪株式懇談会）726号40頁）
- 「（編修）会社法431条〜574条・743条〜979条」（判例六法編修委員会編『模範六法（平成25年版）』（三省堂））

## 役職
- 法務省法制審議会会社法制部会委員（平成22年2月 - 平成24年8月）
- 日本私法学会理事（平成24年10月 - 現在）
- 大阪株式懇談会顧問（平成18年1月 - 現在）
- 京都株式事務研究会顧問（平成22年8月 - 現在）
- 京都弁護士会懲戒委員会委員 （平成23年11月 - 現在）
- 近鉄グループホールディングス株式会社・独立委員会委員（平成25年6月 - 現在）・社外監査役（平成26年6月～現在、就任当時の社名は「近畿日本鉄道株式会社」）